# Stadio San Filippo
Stadio San Filippo-Franco Scoglio, je fotbalový stadion v Messině. Byl otevřen v roce 2004, kdy nahradil Stadio Giovanni Celeste. Kapacita stadionu je 38 722 diváků.

## Historie
Stavební práce začaly již v lednu 1991, ale po bankrotu klubu v roce 1993 zůstaly na mnoho let na mrtvém bodě, aby se pak obnovily až v roce 2000 a skončily na začátku sezóny 2004/05, kdy se vrátilo do nejvyšší ligy. Stadion měl původně schválenou kapacitu 40 200 diváků, ale později byl snížen na 38 722.
Stadion je pojmenován podle oblasti města kde stojí, Contrada San Filippo. Doprovází ji jméno trenéra Franca Scogliovi, vyhlášené městskou správou dne 13. února 2016.
Italská fotbalová reprezentace zde 17. listopadu 2004 odehrála přátelské utkání proti Finsku (1:0).